# Папская академия общественных наук
Папская академия общественных наук (итал. Pontificia Accademia delle Scienze Sociali) — папская академия, выделенная в 1994 году из Папской академии наук папой Иоанном Павлом II.
Иоанн Павел II объявил о создании академии в 1991 году в motu proprio Centesinus annus. Официально она была учреждена в motu proprio Socialium scientarium от 1 января 1994 года. Целью академии, согласно уставу, является «содействие исследованиям и прогрессу в социальных, экономических и юридических науках в свете учения Церкви».
Резиденция Папской академии общественных наук располагается вместе с Папской академией наук и Папской академией св. Фомы Аквинского в вилле Пия IV в садах Ватикана. К числу членов академии принадлежат выдающиеся учёные из разных стран мира, отличившиеся на ниве общественных наук. Они не обязательно должны быть католиками и могут принадлежать к разным христианским конфессиям. Академию возглавляет президент, избираемый на 5 лет не более чем на два срока подряд. Кандидатура президента должна быть утверждена папой римским.
Членом папской академии социальных наук был русский учёный С. С. Аверинцев.
В 2013 году академия насчитывала 36 академиков, среди которых:
- Мэри Энн Глендон[англ.] — юрист, США, второй президент.
- Эдмон Малинво — экономист, Франция, первый президент.
- Джозеф Стиглиц — экономист, США.
- Кеннет Джозеф Эрроу — экономист, США.
- Белисарио Бетанкур Куартас, юрист, экс-президент Колумбии
- Ханна Сухоцкая — юрист, Польша.
- Маргарет Арчер — социолог, Великобритания, действующий президент.
- Парта Дасгупта — экономист, Великобритания.
- Ханне Матлари[англ.] — политолог, Норвегия.
- Ханс Титмайер[англ.] — экономист, Германия.
- Рокко Буттильоне — политолог, Италия.
- Луис Эрнесто Дербес[англ.] — экономист, Мексика.

## Президенты академии
- Эдмон Малинво (1994—2004)
- Мэри Энн Глендон[англ.] (2004—2014)
- Маргарет Арчер (с 12.04.2014)